# Kagemusha
Kagemusha (影武者 Kagemusha?, în traducere „Războinicul umbră”) este un film jidaigeki japonez din 1980, regizat de Akira Kurosawa. Cuvântul kagemusha înseamnă în limba japoneză o sosie a unui conducător politic sau militar.
Filmul, a cărui acțiune are loc la intersecția perioadelor Sengoku și Azuchi-Momoyama ale istoriei Japoniei, prezintă povestea unui hoț dintr-o clasă socială inferioară, care este ales să joace rolul unui daimyō muribund cu scopul de a împiedica atacarea clanului vulnerabil de către lorzii rivali. Daimyō-ul imitat de kagemusha este Takeda Shingen (1521-1573), iar filmul se încheie cu Bătălia de la Nagashino (1575). Rolul principal este interpretat de actorul Tatsuya Nakadai. Filmul prezintă în același timp portretul unui mare războinic (Takeda Shingen), povestea tragicomică a sosiei (kagemusha) și drama distrugerii clanului Takeda, fiind axat pe diferența dintre realitate și aparență.
Kagemusha a câștigat trofeul Palme d’Or la Festivalul de Film de la Cannes din 1980, împărțind acest premiu cu filmul american Tot acest jazz al lui Bob Fosse. A fost nominalizat la Premiul Oscar pentru cel mai bun film străin și a obținut, de asemenea, și alte distincții. Prin intermediul acestui film, Akira Kurosawa a dovedit că este unul dintre cei mai importanți cineaști ai lumii, restabilindu-și reputația afectată de eșecurile din ultimii ani.

## Rezumat

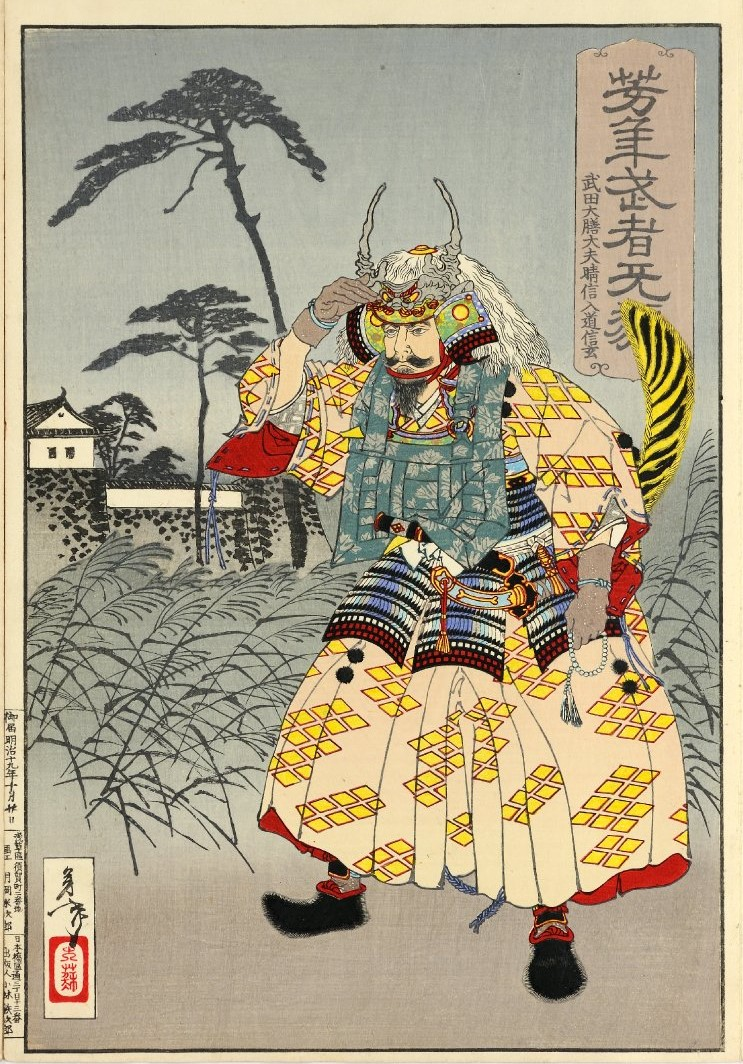
Takeda Shingen, reprezentat în 1885 de Tsukioka Yoshitoshi.

La sfârșitul perioadei Sengoku a istoriei Japoniei, Takeda Shingen, daimyō al clanului Takeda, se întâlnește cu fratele său, Nobukado, și cu un hoț cu numele nedezvăluit, pe care Nobukado îl întâlnise din întâmplare și îl salvase de la crucificare datorită asemănării sale neobișnuite cu Shingen. Cei doi frați sunt de acord că hoțul s-ar putea dovedi util ca sosie (kagemusha), cu toate că lordul este nemulțumit inițial că un hoț condamnat la moarte ar urma să fie dublura sa. Auzind aceasta, hoțul râde grosolan și spune că el a furat doar câteva monede, în timp ce lordul a măcelărit sute de oameni și a jefuit numeroase teritorii, fapta sa părând nesemnificativă în comparație cu crimele stăpânului său. Lordul recunoaște că a săvârșit numeroase crime, dar susține că măcelurile vor continua până când se va încheia războiul civil și va avea loc unificarea țării.
Armata lui Shingen asediază ulterior castelul Noda al lui Tokugawa Ieyasu, în drumul ei spre Kyoto, iar într-o seară, când Shingen se afla în vizită pe câmpul de luptă, este împușcat de un pușcaș care urmărise mișcările anterioare din tabăra lui Shingen. Rănit mortal, Takeda Shingen ordonă retragerea și poruncește generalilor săi să păstreze secretul morții sale timp de trei ani pentru a evita atacarea clanului de către inamici, avertizând că, în cazul declanșării unui atac, întregul clan va fi distrus. Shingen moare în curând în prezența unui număr mic de apropiați. Între timp, rivalii lui Shingen (Oda Nobunaga, Tokugawa Ieyasu și Uesugi Kenshin) analizează consecințele retragerii armatei lui Shingen, neștiind de moartea lui.
Nobukado îl prezintă pe hoț generalilor lui Shingen, propunând ascunderea morții stăpânului și înlocuirea acestuia cu kagemusha. La început, nici măcar hoțul nu știe că Shingen a murit, până când încearcă să spargă un vas imens, crezând că acesta conține o comoară și găsind acolo în schimb cadavrul conservat al lui Shingen. Generalii decid că nu pot avea încredere în hoț și îl eliberează. Mai târziu, conducătorii clanului Takeda aruncă în secret vasul cu cadavrul lui Shingen în lacul Suwa, dar hoțul, care observă prezența la această acțiune a câtorva spioni ai rivalilor Tokugawa și Oda, care urmează să le comunice stăpânilor că Shingen a murit, merge să-și ofere serviciile, vrând să răsplătească gestul mărinimos al celui care-l salvase de la moarte. Clanul Takeda anunță atunci că a aruncat în apă un vas cu sake ca ofrandă pentru zeul lacului. Armata clanului Takeda se îndreaptă apoi spre reședința stăpânului ei, urmată îndeaproape de spionii rivalilor, care ajung să fie convinși că kagemusha ar fi Shingen.
Ajuns la reședința clanului Takeda, kagemusha reușește să-i păcălească pe rudele și pe servitorii lui Shingen prin informarea cu privire la obiceiurile stăpânului și imitarea gesturilor sale. El ajunge să-l convingă chiar pe Takemaru, nepotul stăpânului (fiul lui Takeda Katsuyori), care era foarte apropiat de Shingen. Neștiind dacă Shingen este viu sau mort, Tokugawa efectuează o serie de atacuri împotriva castelelor de frontieră ale clanului Takeda. Este convocat un consiliu de război al clanului, iar Nobukado îl instruiește pe kagemusha să nu vorbească până când generalii urmau să ajungă la un consens, apoi urma să-și declare acordul pentru planul hotărât. Cu toate acestea, Katsuyori, ofensat că trebuie să aștepte trei ani pentru a prelua conducerea clanului, îl provoacă pe kagemusha să dea un răspuns direct cu privire la modul de acțiune al armatei. După o lungă pauză, kagemusha răspunde convingător: „Nu atacați, nu vă mișcați. Un munte rămâne neclintit”, impresionându-i pe generali prin imitarea modului de exprimare al lui Shingen.
Curând, în 1573, Oda Nobunaga își mobilizează forțele pentru a-l ataca pe Azai Nagamasa, continuându-și campania militară în centrul insulei Honshu pentru a-și consolida stăpânirea asupra orașului Kyoto. Când clanurile Tokugawa și Oda lansează un atac pe teritoriul clanului Takeda, Katsuyori începe o contraofensivă împotriva sfaturilor celorlalți generali. Kagemusha este nevoit să conducă un grup de întăriri în Bătălia de la Takatenjin din 1574, iar prezența lui motivează trupele să obțină victoria. Într-un act de exces de încredere, kagemusha încearcă să călărească calul nărăvaș al lui Shingen, dar este aruncat din șa. Cei care se grăbesc să-l ajute observă că stăpânul lor nu mai are cicatricile din bătăliile anterioare, iar kagemusha este descoperit ca impostor. Hoțul este izgonit din palat, iar Katsuyori preia conducerea clanului. Lorzii Oda și Tokugawa, care simt slăbiciunea de la conducerea clanului rival, sunt încurajați să înceapă o nouă ofensivă pe teritoriile clanului Takeda.
Deținând acum controlul deplin asupra armatei clanului Takeda, Katsuyori conduce o contraofensivă împotriva lui Nobunaga, cu care se confruntă în Bătălia de la Nagashino (28 iunie 1575). Deși atacul armatei clanului Takeda este curajos, cavaleria și infanteria sunt împiedicate să înainteze de focurile archebuzelor tanegashima ale trupelor clanului Oda, masate în spatele unor palisade. Armata clanului Takeda este practic masacrată. Exilatul kagemusha, care a însoțit de la distanță armata clanului Takeda, este îngrozit și, ca o ultimă dovadă de loialitate, ia o suliță și face o încercare inutilă de a înainta către liniile de apărare ale clanului Oda. Rănit mortal, kagemusha încearcă zadarnic să recupereze steagul de război fūrinkazan, care căzuse într-un râu, dar moare în apă de pe urma rănilor. Corpul său trece plutind pe lângă steag, în timp ce filmul se încheie cu imaginea fūrinkazanului abandonat.

## Distribuție
- Tatsuya Nakadai - Takeda Shingen (武田 信玄?) și kagemusha (影武者?)[4]
- Tsutomu Yamazaki - Takeda Nobukado (武田 信廉?), fratele mai mic al lui Shingen[4]
- Kenichi Hagiwara - Takeda Katsuyori (武田 勝頼?), fiul și moștenitorul lui Shingen[4]
- Jinpachi Nezu - Tsuchiya Sohachiro (土屋 宗八郎?), una dintre gărzile de corp ale lui Takeda Shingen și apoi ale lui kagemusha[4]
- Hideji Ōtaki - Yamagata Masakage (山縣 昌景?), cel mai experimentat general al clanului Takeda, comandantul Batalionului Foc[4]
- Daisuke Ryu - Oda Nobunaga (織田 信長?), unul dintre principalii rivali ai lui Shingen pentru stăpânirea Japoniei[4]
- Masayuki Yui - Tokugawa Ieyasu (徳川 家康?), unul dintre principalii rivali ai lui Shingen și cel mai puternic aliat al lui Nobunaga[4]
- Kaori Momoi - Otsuyanokata (お津弥の方?), una dintre concubinele lui Shingen[4]
- Mitsuko Baisho - Oyunokata (於ゆうの方?), o altă concubină a lui Shingen[4]
- Hideo Murota - Baba Nobuharu (馬場 信春?), unul dintre principalii generali ai armatei clanului Takeda[4]
- Takayuki Shiho - Naitō Masatoyo (内藤 昌豊?), un general important în armata clanului Takeda[4]
- Kōji Shimizu - Atobe Katsusuke (跡部 勝資?), prietenul apropiat al lui Katsuyori[4]
- Noburo Shimizu - Hara Masatane (原 昌胤?), general din armata clanului Takeda[4]
- Sen Yamamoto - Oyamada Nobushige (小山田 信茂?), general din armata clanului Takeda[4]
- Shuhei Sugimori - Kōsaka Masanobu (高坂 昌信?), general din armata clanului Takeda[4]
- Takashi Shimura - Taguchi Gyobu (田口刑部?), însoțitorul medicului străin (secvență tăiată în versiunea internațională a filmului)[4]
- Eiichi Kanakubo - Uesugi Kenshin (上杉 謙信?), un alt rival al lui Shingen pentru stăpânirea Japoniei[4]
- Kamatari Fujiwara - medicul lui Shingen[4][42]
- Kota Yui - Takemaru Takeda, nepotul lui Shingen[10][43]
- Kumeko Otowa - guvernanta lui Takemaru[10]
- Yasuhito Yamanaka - Mori Ranmaru (森 蘭丸?), samurai japonez din armata clanului Oda[10]
- Akihiko Sugizaki - soldatul din castelul Noda[10]
- Toshiaki Tanabe - Kugutsushi[10]
- Yoshimitsu Yamaguchi - vânzătorul de sare[10]
- Francis Selleck (Francesco Selk) - preotul catolic, cunoscător al leacurilor[43]

## Producție

### Proiecte anterioare

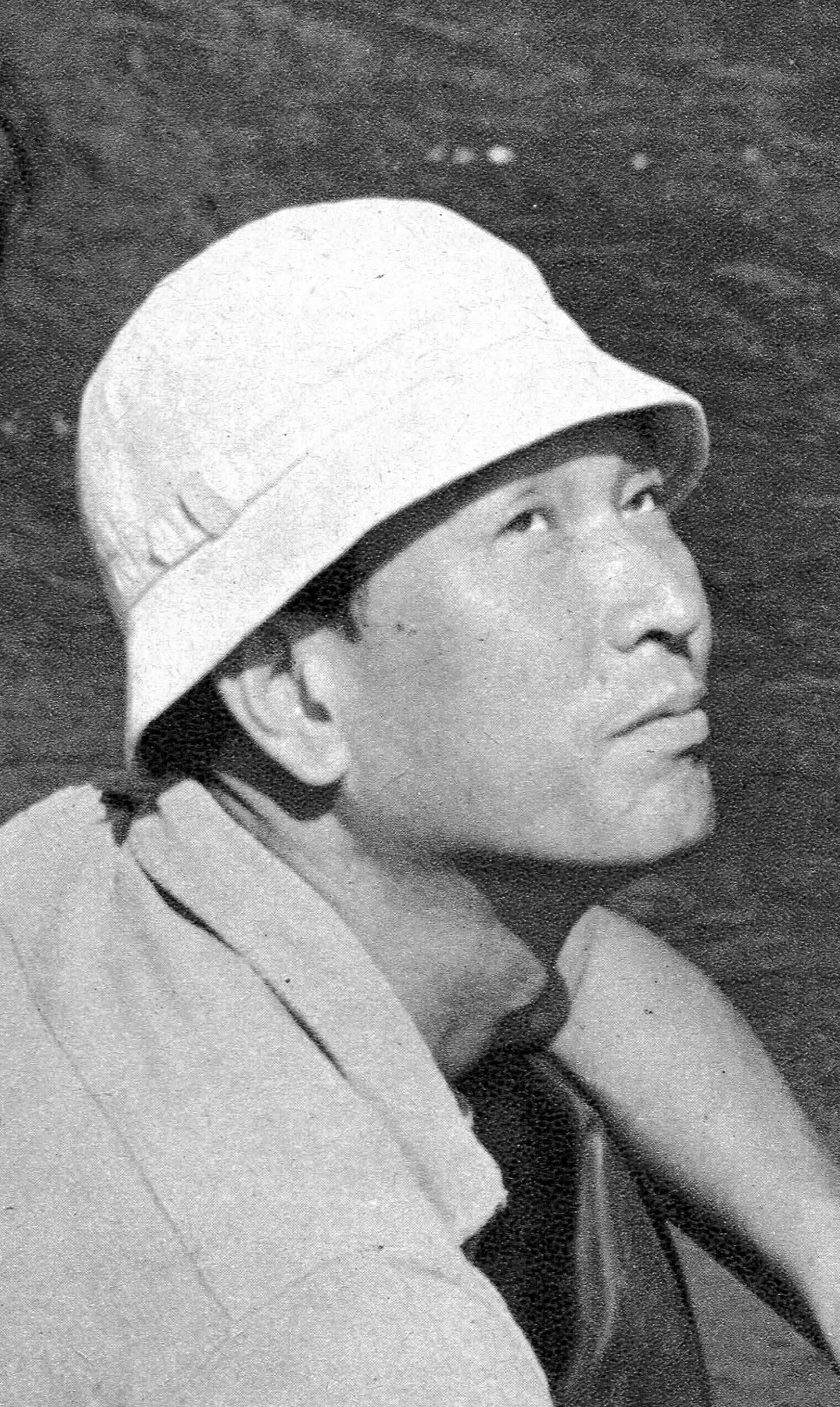
Akira Kurosawa pe platoul de filmare al filmului Cei șapte samurai. Fotografie din 1953.

După realizarea filmului Vânătorul din taiga (1975), Akira Kurosawa a dorit să ecranizeze romanul Însemnări din subterană al lui Dostoievski, dar a abandonat acest proiect deoarece îl considera prea solicitant și a hotărât să reprezinte o poveste imaginară din secolul al XVI-lea, din perioada de tranziție de la războaiele civile între lorzi la unificarea politică a Japoniei. Era atras de noțiunea de identități multiple și își imagina că o mare personalitate istorică ar fi putut avea mai multe „fețe” în diferite situații. Cineastul japonez a trebuit să aștepte aproape patru ani pentru a obține finanțarea necesară producerii filmului.
Problemele cu Toho, principala companie de producție a filmelor sale, începuseră la momentul realizării filmului Barbă Roșie (1965): cele 50 de zile de filmare planificate s-au lungit până la 2 ani, făcând ca acel film să devină cea mai lungă producție japoneză de până atunci și una dintre cele mai scumpe. Reputația lui Kurosawa a ieșit șifonată: a fost acuzat că are un comportament „tiranic” și că nu respectă programele și bugetele de producție, ignorându-se perfecționismul său. În iulie 1969, împreună cu regizorii japonezi Masaki Kobayashi, Kon Ichikawa și Keisuke Kinoshita, Kurosawa a înființat o companie de producție independentă, Yonki no Kai (Clubul celor patru cavaleri), și a creat filmul Dodes'ka-den (1970), care a fost un eșec comercial și a împiedicat obținerea unui sprijin financiar pentru producțiile viitoare ale cineastului.
Tot în 1970 Kurosawa a acceptat să participe la realizarea porțiunii japoneze a filmului de război Tora! Tora! Tora!, dar a fost concediat din cauza neînțelegerilor artistice cu compania 20th Century Fox. Decepționat, Akira Kurosawa a încercat să se sinucidă în decembrie 1971 și a urmat o nouă perioadă de pauză de cinci ani în cariera artistică a regizorului. Ulterior, Mosfilm i-a propus să realizeze un film în Uniunea Sovietică, iar rezultatul a fost Vânătorul din taiga (1975), care a câștigat premiul Oscar pentru cel mai bun film străin.
În următorii cinci ani cineastul japonez nu a mai realizat niciun film, deoarece condițiile de lucru din Japonia se deterioraseră, iar unele companii de producție (Daiei, Shintoho) dăduseră faliment, în timp ce altele (Nikkatsu, Toho, Shochiku și Toei) își reduseseră considerabil activitatea și nu mai finanțau filme cu buget mare cum erau cele ale lui Kurosawa. Genul jidaigeki era în mare parte abandonat, dar continua să-și mențină atracția la televiziune. Eforturile depuse în ultimii ani au ruinat sănătatea cineastului, iar Audie Bock scria în 1978 că Akira Kurosawa era „slab, palid și mergea cu dificultate, [arătând] mai bătrân decât cei 68 de ani pe care îi avea”. În același timp, studiourile Toho au produs în 1978 un număr de 14 filme, din care doar patru puteau fi numite producții proprii.

### Finanțarea filmului
În ciuda succesului obținut cu filmul anterior, compania de producție fondată de el a dat faliment, iar Toho, aflată în declin, nu și-a manifestat intenția de a finanța un nou proiect ambițios al directorului. Prin urmare, Kurosawa, aflat în așteptarea obținerii unor fonduri, s-a dedicat proiectării noului film și picturii. Regizorului i s-a oferit șansa să regizeze o ecranizare a romanului Shogun (1975) al lui James Clavell, dar acțiunea i s-a părut prea mult diferită de adevărul istoric pentru a accepta să facă filmul.
La sfârșitul anilor 1970 cineastul a scris trei scenarii cu subiecte istorice: Ran (finalizat la 19 martie 1976), o adaptare japoneză a povestirii „Masca Morții Roșii” a lui Edgar Allan Poe (scrisă în 1977) și Kagemusha, simțind că filmele sale cu subiecte contemporane nu vor avea parte de succes. Cel mai mult și-a dorit să realizeze filmul Ran, despre cei trei fii al lordului războinic Motonari Mōri din secolul al XVI-lea, dar Kagemusha, o poveste istorică violentă, a fost considerată cea mai viabilă. Compania Toho a acceptat inițial să producă filmul, dar s-a retras curând, invocând că bugetul de 5,5 milioane de dolari (de aproape cinci ori mai mare decât bugetul mediu al unui film) depășește capacitatea ei de finanțare. Bănuind că nu va putea realiza filmul, Kurosawa a realizat 250 de picturi și schițe în creion, guașă și laviu ale scenelor și personajelor filmului Kagemusha ca amintiri ale planurilor sale. Această practică a fost continuată mai târziu pentru filmele Ran (1985), Vise (1990) și Madadayo (1993).
Filmul era inspirat dintr-o poveste reală. Subiectul scenariului fusese descoperit de Kurosawa și de coscenaristul Masato Ide în cursul cercetării istoriei Japoniei din secolul al XVI-lea. Cei doi efectuaseră cercetări istorice cu privire la războaiele civile de la sfârșitul secolului al XVI-lea, în special cu privire la Bătălia de la Nagashino (1575), iar cineastul fusese fascinat de evenimentul distrugerii unui întreg clan într-o luptă și intrigat de faptul că unul din lorzii medievali, Takeda Shingen, folosea adesea sosii (kagemusha) pentru a-l reprezenta pe câmpul de luptă în timpul bătăliilor și pentru a-i deruta pe inamici. Folosirea archebuzelor de către armatele conduse de Oda Nobunaga și Tokugawa Ieyasu pentru distrugerea clanului Takeda a marcat începutul unei noi epoci în care armele de foc au înlocuit săbiile și lăncile. Bătăliile purtate de lorzii Takeda Shingen, Oda Nobunaga și Tokugawa Ieyasu pentru controlul capitalei Kyoto s-au încheiat cu înfrângerea clanului Takeda și cu impunerea dominației lui Nobunaga asupra unei mari părți a Japoniei. După moartea lui Nobunaga (1582), Ieyasu a preluat conducerea acelor teritorii și a consolidat unificarea Japoniei, punând bazele dinastiei Tokugawa care a administrat Japonia timp de două secole și jumătate, într-o perioadă de stabilitate politică durabilă. Bătălia de la Nagashino a reprezentat, în opinia lui Kurosawa, o luptă între vechi și nou, fiind un moment istoric decisiv în procesul de unificare a Japoniei și în modernizarea viitoare a țării. Cineastul era fascinat de personalitatea lui Oda Nobunaga, pe care-l considera „un geniu, un om mult mai modern decât japonezii din acea vreme”, care luase contact cu misionarii străini, cunoștea situația politică mondială, adoptase unele idei occidentale și importase multe obiecte noi.
Scenariul conceput de Kurosawa și Ide urmărește însă dispariția clanului Takeda, deplasând astfel atenția de la unificarea și viitoarea modernizare a țării către imaginea elegiacă a unei epoci apuse. Cineastul imaginează ipoteza că Takeda ar fi murit accidental într-o luptă și ar fi fost înlocuit cu o dublură pentru a fi păstrată unitatea clanului și a împiedica distrugerea lui într-un viitor apropiat pe care lordul o întrevede chiar înainte de moarte. Povestea este narată pe un ton distant, chiar rece, și scoate în evidență faptul că voința omenească este zdrobită de forța destinului. Istoricul Donald Richie susține totuși că filmul urma să fie unul amuzant, cu implicații grave, fiind gândit pentru popularul actor Shintarō Katsu.
Ca urmare a intervenției regizorilor americani George Lucas și Francis Ford Coppola, Kurosawa a putut obține sprijinul companiilor 20th Century Fox și Toho. Ambii cineaști americani erau admiratori ai regizorului japonez, iar Lucas, în special, s-a inspirat din filmul Fortăreața ascunsă (1958) al lui Kurosawa pentru propriul film Războiul stelelor (1977), care a avut un succes deosebit și i-a consolidat influența asupra companiei 20th Century Fox, producătoarea filmului. Creatorul seriei Războiul stelelor a fost șocat să afle că Akira Kurosawa nu putea obține finanțarea niciunui proiect cinematografic, iar cei doi s-au întâlnit în iulie 1978 la San Francisco pentru a discuta găsirea unei soluții. Captivat de scenariu și de schițele artistice arătate de cineastul japonez, George Lucas l-a convins pe Alan Ladd, președintele diviziei de filme a companiei Fox, să cofinanțeze Kagemusha în schimbul drepturilor de distribuție internațională. Coppola s-a asociat, de asemenea, acestui proiect și, având în vedere sprijinul larg provenit din străinătate, compania japoneză Toho a acceptat să producă filmul lui Kurosawa. Din acest motiv, George Lucas și Francis Ford Coppola sunt menționați la sfârșitul filmului ca producători executivi ai versiunii internaționale. Cooperarea companiilor Toho și 20th Century Fox a fost anunțată public la 20 decembrie 1978 de Isao Matsuoka, președintele companiei Toho, și Alan Ladd, președintele diviziei de filme a companiei Fox, iar producția urma să înceapă în aprilie 1979. Bugetul final al filmului a fost de aproximativ 6 milioane de dolari, dintre care 4,5 milioane de dolari au fost furnizați de Toho și restul de 1,5 milioane de dolari de Fox.
Acceptarea finanțării filmului a avut un efect uimitor asupra lui Kurosawa: cineastul părea să fi întinerit, s-a îngrășat cu 10 kg și a devenit mult mai dinamic. Pe lângă cei câțiva actori obișnuiți (Nakadai, Yamazaki), Kurosawa a folosit actori necunoscuți și amatori. Au fost plasate anunțuri în ziare și reviste pentru recrutarea de figuranți și s-au prezentat 15.000 de amatori. Regizorul a petrecut sute de ore sortându-i pe tinerii amatori, iar unora dintre ei le-a oferit roluri proeminente. Astfel, cântărețul de muzică rock Kenichi Hagiwara a primit rolul lui Takeda Katsuyori, fiul și moștenitorul lui Shingen, iar managerul Masayuki Yui, care nu avea experiență actoricească, a fost distribuit în rolul lui Tokugawa Ieyasu, unul dintre principalii rivali ai lui Shingen.

### Filmare

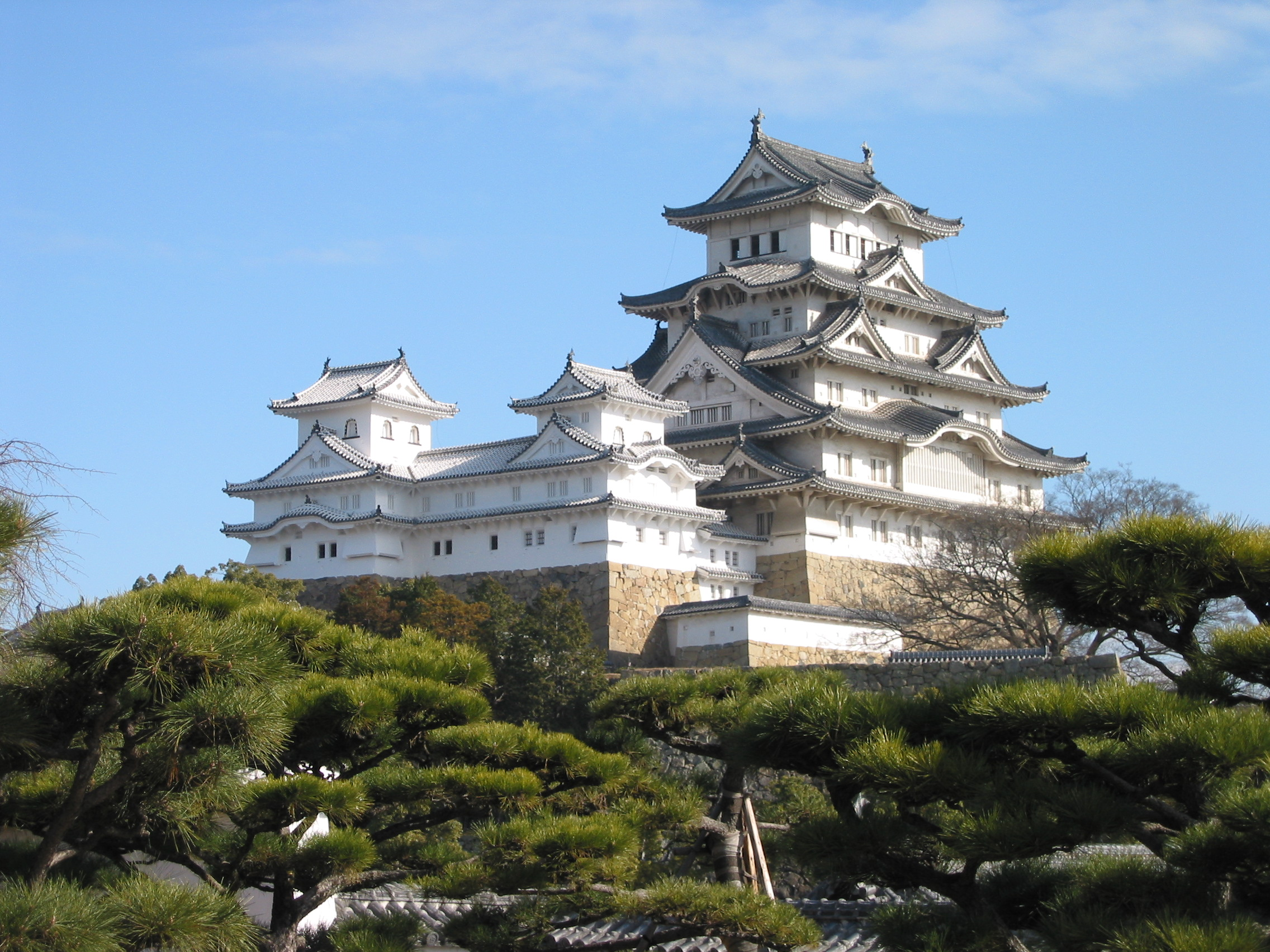
Castelul Himeji, locul unde au început filmările la Kagemusha.

Kagemusha a intrat în faza de producție la începutul anului 1979. Filmările au început la 26 iunie 1979 la Castelul Himeji, iar în iulie 1979 echipa a efectuat repetiții în studiourile Toho. Au avut loc mai multe întârzieri din cauza diferitelor dificultăți: o amenințare cu bombă la castelul Himeji, care a cauzat o întrerupere de câteva zile a filmărilor, retragerea în iulie 1979 a directorului de imagine Kazuo Miyagawa (care mai colaborase cu Kurosawa la Rashomon și la Yojimbo) din cauza unor probleme de vedere asociate cu diabetul de care suferea, abandonarea filmului de către compozitorul Masaru Satō pe motiv de „incompatibilitate artistică” și înlocuirea lui cu Shin'ichirō Ikebe, un compozitor mai maleabil, concedierea interpretului principal (Shintarō Katsu), dezlănțuirea unui taifun pe insula Hokkaido în noiembrie 1979 (care a cauzat pierderi de 40.000 de dolari pe zi) și apoi căderea de pe cal a lui Nakadai (înlocuitorul lui Katsu) și spitalizarea lui. Întârzierile l-au îngrijorat pe președintele companiei Toho, Isao Matsuoka, care s-a plâns că numai filmările de pe insula Hokkaido l-au costat 700.000 de dolari, cât bugetul unui film întreg.
Kurosawa s-a gândit inițial să-l distribuie pe Tomisaburō Wakayama în rolul lui Takeda Shingen și pe fratele său mai mic, Shintarō Katsu, în rolul sosiei, dar Wakayama s-a retras curând pe motiv de boală, lăsându-l pe Katsu să joace atât rolul războinicului, cât și pe cel al dublurii. Katsu (un actor comic foarte popular în Japonia, cunoscut ca interpret al samuraiului orb Zatoichi, dar care avea aere de vedetă) a părăsit însă platoul de filmare la 18 iulie 1979 în urma unui conflict cu Kurosawa. Relatările cu privire la acest incident diferă între ele, dar potrivit versiunii cea mai des vehiculată (menționată și de producătorul executiv Coppola într-un interviu pentru DVD-ul din Criterion Collection) Katsu l-a înfuriat pe Kurosawa atunci când a venit pe platou cu echipa lui de filmare pentru a-și înregistra propria sa interpretare. Katsu a fost concediat și, deoarece Toshirō Mifune nu era disponibil, a fost înlocuit cu Tatsuya Nakadai, un actor binecunoscut care a apărut în mai multe dintre filmele anterioare ale lui Kurosawa și pe care cineastul l-ar fi dorit încă de la început, potrivit lui Yoshio „Mike” Inoue, nepotul lui Kurosawa. Actorul avea o prezență fizică impunătoare și o expresivitate facială destul de subtilă, ceea ce-l făcea potrivit pentru rol.
Filmările au fost reluate pe 25 iulie 1979 cu Nakadai în dublu rol (el l-a interpretat atât pe kagemusha, cât și pe lordul pe care îl înlocuia acesta) și au durat nouă luni. S-a filmat în mai multe locuri, printre care castelul Himeji, castelul Kumamoto, castelul Iga Ueno din prefectura Mie, Gotenba, Shizuoka, câmpia Yuhara din Hokkaido, Kyoto, studiourile Toho etc. Majoritatea decorurilor au un aspect natural, cu excepția secvenței coșmarului lui kagemusha, când acesta din urmă se confruntă cu Shingen în încercarea de a-și găsi propria identitate. La 3 octombrie 1979 au început filmări în câmpia Yuhara de pe insula Hokkaido, dar au trebuit să fie întrerupte la 19 noiembrie din cauza ninsorilor puternice, iar echipa s-a întors la Tokyo, unde Kurosawa a lucrat timp de două săptămâni la montarea materialului filmat.
Potrivit lui Lucas, Kurosawa a folosit 5.000 de figuranți în secvența bătăliei finale, filmând o zi întreagă, apoi a redus-o la doar 90 de secunde în varianta finală. Dorința de a da filmului un aer de autenticitate l-a făcut pe regizor să împrumute armuri și alte articole de îmbrăcăminte folosite în secolul al XVI-lea din muzeele japoneze și din colecții particulare. Au fost aduși mulți cai din America, iar 10% dintre călăreții îmbrăcați în armuri au fost femei membre ale organizațiilor ecvestre. Multe efecte speciale bine realizate și câteva scene care umpleau goluri în poveste au fost tăiate la montaj. Masacrul propriu-zis al clanului Takeda este prezentat prin reacțiile îngrozite ale participanților și printr-un montaj epic în care apar oameni însângerați și cai răniți care încearcă zadarnic să se ridice, introducând un cadru cu scaunul gol al lui Katsuyori, acoperit de praful stârnit de vânt. Katsuyori a supraviețuit în realitate Bătăliei de la Nagashino și a murit șapte ani mai târziu în Bătălia de la Tenmokuzan, dar cineastul a vrut să creeze o imagine metaforică a efemerității puterii.
Kurosawa a scris o scenă din Kagemusha pentru actorul Takashi Shimura, cu care colaborase o lungă perioadă și care era bolnav de emfizem pulmonar în fază avansată, iar Kagemusha a fost ultimul film kurosawian în care a apărut Shimura. Cu toate acestea, scena în care el îl interpretează pe un samurai ce însoțește un medic străin la o întâlnire cu Shingen a fost tăiată din versiunea internațională a filmului. DVD-ul din Criterion Collection (lansat la 18 august 2009) a adăugat această scenă, precum și alte aproximativ optsprezece minute din film, prezentând o versiune completă a filmului de 180 de minute. Kurosawa i-a oferit, de asemenea, confratelui său Ishirō Honda un post de regizor secund, coordonator al unității de producție B, iar Honda, care părea să fi întinerit cu această ocazie, s-a ocupat cu efectele speciale ale filmului și i-a oferit cineastului mai multe sugestii, care au fost încorporate în film. Lungimea peliculei este de 5.012 m.
Articolele din presa americană au vehiculat informația că Kagemusha a fost cel mai scump film japonez făcut vreodată, dar această informația era falsă. În același interval de timp producătorul Haruki Kadokawa a cheltuit mai mult decât dublu (circa 20 de milioane de dolari) pe filmul postapocaliptic Virus, regizat de Kinji Fukasaku.

## Lansare

### Japonia
Premiera filmului urma să aibă loc în 13 aprilie 1980, dar, în ciuda eforturilor lui Kurosawa, echipa de producția nu s-a putut încadra în timp, iar cinematografele circuitului Toho din Tokyo au programat filmul american The Amityville Horror (1979). Kagemusha a fost lansat în cinematografele din Japonia la 26 aprilie 1980, unde a fost distribuit de compania Toho. Kurosawa a avut peste 1.200 de invitați (cineaști, artiști, intelectuali, jurnaliști, politicieni) la premiera de gală de la Teatrul Yurakuza din Tokyo; printre invitați au fost șase regizori americani (Francis Ford Coppola, William Wyler, Irvin Kershner, Arthur Penn, Sam Peckinpah și Terence Young), plus actorii Toshirō Mifune, Peter Fonda și James Coburn (care erau foarte populari în Japonia). Prezența la premieră a unor cineaști atât de celebri, lucru care constituia o încălcare a tradiției locale, i-a determinat pe criticii japonezi să-și tempereze atitudinea lor de ostilitate față de film.
Succesul comercial al filmului a fost enorm în Japonia, iar compania producătoare și-a recuperat investiția în primele două săptămâni de la premieră. În primele 17 zile de la lansare, Kagemusha avea încasări de 10.122.000 de dolari de la 217 cinematografe, fiind vizionat de 1,7 milioane de spectatori. Recenziile criticilor au fost mixte, dar în ciuda acestor critici Kagemusha a fost filmul japonez cu cele mai mari încasări în 1980, aducând venituri nete de 2,7 miliarde de yeni (aproximativ 12-13 milioane de dolari). Încasările brute totale au fost de 5,5 miliarde de yeni (aproximativ 26 de milioane de dolari). Kagemusha a fost inclus pe locul 2 în topul celor mai bune filme japoneze ale anului 1980, alcătuit de revista Kinema Junpō, după Zigeunerweisen, filmul multipremiat regizat de Seijun Suzuki. Tsutomu Yamazaki a obținut premiul Kinema Junpō pentru cel mai bun actor secundar al anului 1980 pentru interpretarea sa din acest film.

### Turnee de promovare
Versiunea inițială a filmului proiectată în Japonia și prezentată la 14 mai 1980 la Festivalul Internațional de Film de la Cannes avea o durată de 179 de minute, dar publicul din străinătate a văzut doar o versiune mai scurtă, de 162 de minute. În replică la nemulțumirea unor spectatori cu privire la tăierile operate ulterior, americanul Michael Rich (regizor asistent al acestui film, care a lucrat un an alături de Kurosawa) a afirmat că regizorul ar fi dorit să reducă durata filmului prin tăierea unor secvențe, dar nu a mai avut timp deoarece compania producătoare Toho se grăbea să lanseze filmul cât mai curând pentru a-și recupera investiția.
Kurosawa a petrecut o mare parte a restului anului în Europa și America, promovând filmul Kagemusha, participând la festivaluri și adunând premii și prezentându-și desenele care l-au ajutat în realizarea anumitor scene ale filmului. Kagemusha a avut succes pe piața europeană, aducând venituri de peste 2 milioane de dolari în primele șapte săptămâni de la lansare, în condițiile în care a fost proiectat într-un număr redus de cinematografe. În Franța, unde filmul a fost lansat la 1 octombrie 1980, au fost vândute 904.627 de bilete. Filmul a fost difuzat în anii 1980 și în cinematografele din România, unde s-a bucurat de succes.

### Statele Unite ale Americii
Lansarea filmului în Statele Unite ale Americii a avut loc la 6 octombrie 1980 la Festivalul de Film de la New York, în prezența regizorului japonez, iar Kagemusha a fost distribuit pe piața americană de compania Twentieth Century Fox. Versiunea cinematografică difuzată în SUA a avut o durată de 162 de minute. Kagemusha a fost lansat pe suport video în Statele Unite ale Americii în anul 2005 într-o versiune cu durata de 180 de minute. Încasările pe piața americană au fost însă mai mici: sub 400.000 de dolari în prima lună în care a fost proiectat doar în șase orașe: New York, Los Angeles, San Francisco, Philadelphia, Berkeley și Boston. Cu toate acestea, veniturile brute totale obținute în Statele Unite ale Americii au fost de aproximativ 4 milioane de dolari.

## Recepție

### Aprecieri critice

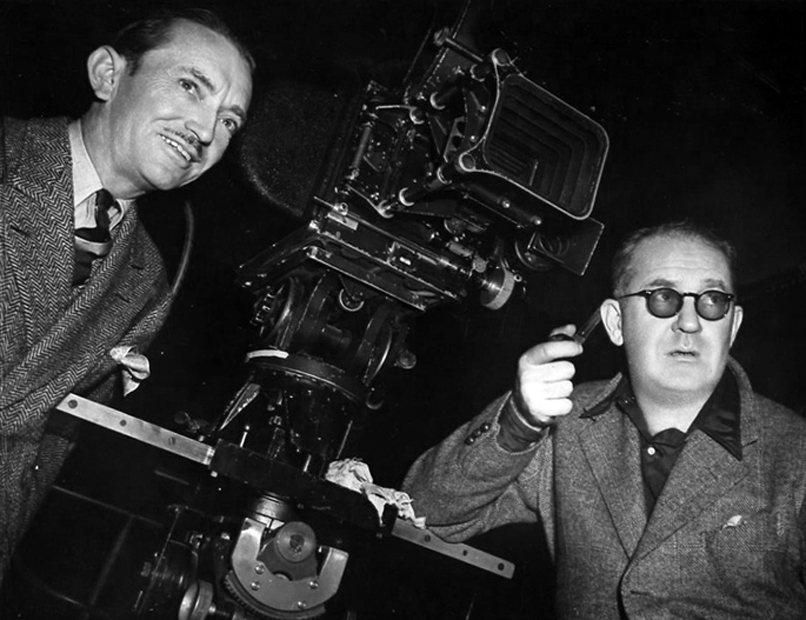
Regizorul american John Ford (în dreapta), unul dintre cei care au influențat stilul regizoral al lui Kurosawa

Kagemusha a obținut un succes critic și comercial atât intern, cât și internațional, obținând încasări mari la box-office. Unii critici de film au afirmat că Kagemusha a contribuit la consolidarea industriei cinematografice japoneze într-un moment în care era nevoie de așa ceva.
Criticii de film au susținut că Akira Kurosawa a fost influențat de stilul westernurilor americane, în special de cele ale lui John Ford, mai ales în filmarea secvențelor de luptă. Criticul britanic John Gillett a afirmat că secvența traversării câmpiilor (Sanshū Kaidō) de către războinicii lui Shingen în Kagemusha „nu a fost doar frumoasă și captivantă, ci părea să creeze o altă legătură între reprezentarea peisajului de către cineaștii Ford și Kurosawa”, iar John Pym a considerat că imaginile filmului Kagemusha „derivă pictural din cele ale lui Ford”. Au existat, se pare, și alte influențe după cum a constatat criticul Richard Combs care a scris că „armamentul modern al clanurilor inamice și unele scene de agonie mortală filmate cu încetinitorul ar putea totuși sugera o actualizare a imageriei western a lui Kurosawa, de la Ford la Peckinpah”, indicând astfel indirect unele asemănări cu The Wild Bunch (1969) al lui Sam Peckinpah.
Realizat la o vârstă înaintată, Kagemusha este concentrat mai puțin asupra narațiunii și secvențelor cinetice ale acțiunii, spre deosebire de filme jidaigeki precum Rashomon, Cei șapte samurai și Yojimbo, și mai mult pe observarea cu un calm glacial a dilemelor existențiale ale personajelor. Unele secvențe sunt lungi (spre exemplu, secvența de început cu o durată de 6 minute) și împing atenția spectatorilor către limita răbdării. Cineastul urmărește transformarea lentă a hoțului în kagemusha, chiar și în timpul bătăliilor, unde preferă să ignore carnagiul pentru a surprinde trăirile personajului, făcând ca povestea de viață a hoțului să fie bântuitoare, după cum au remarcat unii critici. În opinia teoreticianului Stephen Prince, profesor de film la Universitatea de Stat și Institutul Politehnic Virginia, Kagemusha este dominat de un pesimism, care își are originea în imaginile cețoase și întunecate ale unei lumi fără speranță din filmul Tronul însângerat (1957). Scenariul conținea cu toate acestea unele scene cu nuanțe comice, pregătite pentru popularul actor Shintarō Katsu, dar înlocuirea acestuia cu Nakadai a făcut ca acele scene să fie interpretate stângaci. Această înlocuire a dăunat filmului, în opinia prof. Prince, deoarece „nici aici și nici în Ran, Nakadai nu este capabil să aibă prezența impunătoare și puterea emoțională de care filmele aveau nevoie și pe care Toshirō Mifune ar fi putut să le ofere. Rezultatul este o moliciune dramatică atașată personajului central al fiecărui film”.
Cronicile criticilor de film au fost în mare măsură elogioase. „Ferocitatea și energia lui Kagemusha [...] au explodat pe ecran [...] de parcă ar fi fost urletul vizual al unui tânăr leu. Tabloul ce pulsează dinamic al Japoniei secolului al XVI-lea își trage inspirația din piesele cronici ale lui Shakespeare și din unele din westernurile cavalerești ale lui John Ford, însă semnătura personală a lui Kurosawa este înscrisă pe fiecare deformare fizică și spirituală a personajelor sale”, a scris criticul american Andrew Sarris în articolul „Kurosawa's Comeback”, apărut în septembrie 1980 în revista Saturday Review.
Kagemusha este, potrivit criticului american Roger Ebert, un film „simplu, îndrăzneț și plin de culoare la suprafață, dar foarte profund”, care arată că marile eforturi umane depind de numărul oamenilor care împărtășesc aceeași convingere (bazată pe realitate sau fantezistă), iar zdruncinarea convingerilor cauzează confuzie și distrugere. Secvența finală în care omul mort și steagul clanului Takeda plutesc împreună în apa mării simbolizează faptul că oamenii și ideile sunt supuse trecerii timpului, având o existență efemeră. Alte două secvențe lăudate de critici sunt deplasarea prin ceață a bărcii pe lacul Suwa și exprimarea mâniei lui Nobunaga la auzul morții lui Shingen prin recitarea unui poem nō.
În ciuda recenziilor elogioase, Kagemusha rămâne, potrivit istoricului Stuart Galbraith IV, un „film sumbru și distant emoțional”, „cel mai rece și mai puțin satisfăcător” film al lui Kurosawa; o opinie asemănătoare fusese exprimată anterior de criticul Donald Richie care sugera că răceala filmului s-ar datora implicațiilor filozofice ale poveștii. Formalismul excesiv, controlarea strictă a oricărui detaliu de către Kurosawa și interpretarea prea serioasă a lui Nakadai elimină umanitatea din film, de aceea Kagemusha este „o capodoperă a formei și a stilului” care-i ține la distanță pe spectatori. Astfel, potrivit criticului Kevin Thomas de la Los Angeles Times, Kagemusha este mai degrabă o „recapitulare elocventă decât o inovație îndrăzneață precum Rashomon sau Cei șapte samurai”.
Enciclopedia cinematografică germană Lexikon des internationalen Films a acordat acestui film nota maximă (5 stele din 5) și l-a descris astfel: „Pentru a asigura existența continuă a imperiului său, un lord poruncește ca o sosie să-i continue activitatea în următorii trei ani după moartea sa. După ce ce „umbra” este demascată, imperiul marelui senior se prăbușește și armata sa este distrusă. Filmul categoric copleșitor înfățișează într-un stil epic amplu declinul unui sistem social depășit, îndoielnic din punct de vedere moral - radical în critica sa față de sistem și cererea pentru o societate nonviolentă condusă de grija față de umanitate.”. Kagemusha are în prezent un rating de aprobare de 89% pe site-ul agregatorului de recenzii Rotten Tomatoes, pe baza a 27 de recenzii (24 pozitive, 3 negative), cu o medie ponderată de 7,60/10. Consensul critic este următorul: „Epic ca anvergură și inundat de culori izbitoare, Kagemusha marchează revenirea cu succes a lui Akira Kurosawa la epopeea samurailor.”.

### Premii
Kagemusha a câștigat numeroase premii în Japonia și în străinătate, marcând începutul celui mai de succes deceniu al lui Kurosawa în cinematografia internațională, anii 1980. Prezentat inițial la Festivalul Internațional de Film de la Cannes din 1980, Kagemusha a împărțit trofeul Palme d'Or cu filmul american All That Jazz. Filmul lui Kurosawa a fost nominalizat la două premii Oscar: premiul pentru cele mai bune decoruri (Yoshirō Muraki) și premiul pentru cel mai bun film străin.
| Premiu                                                           | Data ceremoniei    | Categorie                                          | Laureat/laureați                   | Rezultat     | Note                  |
| ---------------------------------------------------------------- | ------------------ | -------------------------------------------------- | ---------------------------------- | ------------ | --------------------- |
| Festivalul Internațional de Film de la Cannes                    | 9-23 mai 1980      | Palme d'Or                                         | Akira Kurosawa                     | Câștigat     | [ 4 ] [ 143 ]         |
| Premiile Mainichi                                                | 1980               | cel mai bun film                                   | Akira Kurosawa                     | Câștigat     | [ 4 ] [ 146 ] [ 147 ] |
| Premiile Mainichi                                                | 1980               | cel mai bun regizor                                | Akira Kurosawa                     | Câștigat     | [ 4 ] [ 146 ] [ 147 ] |
| Premiile Mainichi                                                | 1980               | cel mai bun actor                                  | Tatsuya Nakadai                    | Câștigat     | [ 4 ] [ 146 ] [ 147 ] |
| Premiile Mainichi                                                | 1980               | cea mai bună scenografie                           | Yoshirō Muraki                     | Câștigat     | [ 4 ] [ 146 ] [ 147 ] |
| Premiile Mainichi                                                | 1980               | cea mai bună muzică                                | Shin'ichirō Ikebe                  | Câștigat     | [ 4 ] [ 146 ] [ 147 ] |
| Premiile Mainichi                                                | 1980               | alegerea cititorilor                               | Akira Kurosawa                     | Câștigat     | [ 4 ] [ 146 ] [ 147 ] |
| Premiile de film Hochi                                           | 1980               | cel mai bun film                                   | Akira Kurosawa                     | Câștigat     | [ 148 ]               |
| Premiile de film Hochi                                           | 1980               | cel mai bun actor în rol secundar                  | Tsutomu Yamazaki                   | Câștigat     | [ 148 ]               |
| Premiile National Board of Review                                | 26 ianuarie 1981   | Filme străine de top                               | Akira Kurosawa                     | Câștigat     | [ 149 ]               |
| Premiile Globul de Aur                                           | 31 ianuarie 1981   | cel mai bun film într-o limbă străină              | Akira Kurosawa                     | Nominalizare | [ 150 ]               |
| Premiile César                                                   | 31 ianuarie 1981   | cel mai bun film străin                            | Akira Kurosawa                     | Câștigat     | [ 4 ] [ 151 ] [ 152 ] |
| Premiile Oscar                                                   | 31 martie 1981     | cel mai bun film străin                            | Akira Kurosawa                     | Nominalizare | [ 144 ] [ 153 ]       |
| Premiile Oscar                                                   | 31 martie 1981     | cele mai bune decoruri                             | Yoshirō Muraki                     | Nominalizare | [ 144 ] [ 153 ]       |
| Premiile BAFTA                                                   | 1981               | cel mai bun film                                   | Akira Kurosawa, Tomoyuki Tanaka    | Nominalizare | [ 4 ] [ 154 ] [ 155 ] |
| Premiile BAFTA                                                   | 1981               | cel mai bun regizor                                | Akira Kurosawa                     | Câștigat     | [ 4 ] [ 154 ] [ 155 ] |
| Premiile BAFTA                                                   | 1981               | cea mai bună imagine                               | Takao Saitō, Shōji Ueda            | Nominalizare | [ 4 ] [ 154 ] [ 155 ] |
| Premiile BAFTA                                                   | 1981               | cele mai bune costume                              | Seiichiro Momosawa                 | Câștigat     | [ 4 ] [ 154 ] [ 155 ] |
| Premiile David di Donatello                                      | 26 septembrie 1981 | cel mai bun regizor străin                         | Akira Kurosawa                     | Câștigat     | [ 156 ] [ 157 ]       |
| Premiile David di Donatello                                      | 26 septembrie 1981 | cel mai bun producător străin                      | Francis Ford Coppola, George Lucas | Câștigat     | [ 156 ] [ 157 ]       |
| Premiile Panglica Albastră                                       | 1981               | cel mai bun film                                   | Akira Kurosawa                     | Câștigat     | [ 158 ] [ 159 ]       |
| Premiile Panglica Albastră                                       | 1981               | cel mai bun actor                                  | Tatsuya Nakadai                    | Câștigat     | [ 158 ] [ 159 ]       |
| Premiile Panglica Albastră                                       | 1981               | cel mai bun actor nou                              | Daisuke Ryû                        | Câștigat     | [ 158 ] [ 159 ]       |
| Premiile Kinema Junpō                                            | 1981               | cel mai bun actor într-un rol secundar             | Tsutomu Yamazaki                   | Câștigat     | [ 4 ] [ 18 ]          |
| Premiile Sindicatului Național al jurnaliștilor de film italieni | 1981               | Nastro d'argento pentru cel mai bun regizor străin | Akira Kurosawa                     | Câștigat     | [ 142 ] [ 160 ]       |
| Premiile Asociației Criticilor de Film Egipteni                  | 1981               | cel mai bun film străin                            | Akira Kurosawa                     | Câștigat     | [ 161 ]               |